# Campanha de Nova Iorque e Nova Jérsei
A Campanha de Nova Iorque e Nova Jérsei  consistiu numa série de batalhas para o controle da cidade de Nova Iorque  e do estado de Nova Jérsia na Guerra Revolucionária Americana entre as forças britânicas do General Sir William Howe e o Exército Continental do General George Washington em 1776 e nos meses de inverno de 1777. Howe conseguiu levar Washington para fora da cidade de Nova Iorque, mas estendeu-se demasiado para Nova Jérsei e terminou a temporada de campanha ativa em Janeiro de 1777 com apenas alguns postos avançados perto da cidade. Os britânicos mantiveram o Porto de Nova Iorque durante o resto da guerra, usando-o como base para expedições contra outros alvos.
Desembarcando sem oposição em Staten Island em 3 de Julho de 1776, Howe reuniu um exército composto de elementos que tinham retirado de Boston em Março, após o fracasso em manter essa cidade, combinado com tropas britânicas adicionais, bem como tropas Hessianas contratadas a vários principados alemães. Washington tinha soldados da Nova Inglaterra, bem como regimentos de estados do extremo sul da Virgínia. Desembarcando em Long Island em Agosto, Howe derrotou Washington na maior batalha da guerra, mas o Exército Continental conseguiu recuar para Manhattan sob a cobertura da escuridão e da neblina. Washington sofreu uma série de derrotas em Manhattan, com excepção da escaramuça de Harlem Heights, e eventualmente retirou-se para White Plains, Nova Iorque. Nesse momento, Howe regressou a Manhattan para capturar as forças que Washington deixara no norte da ilha.

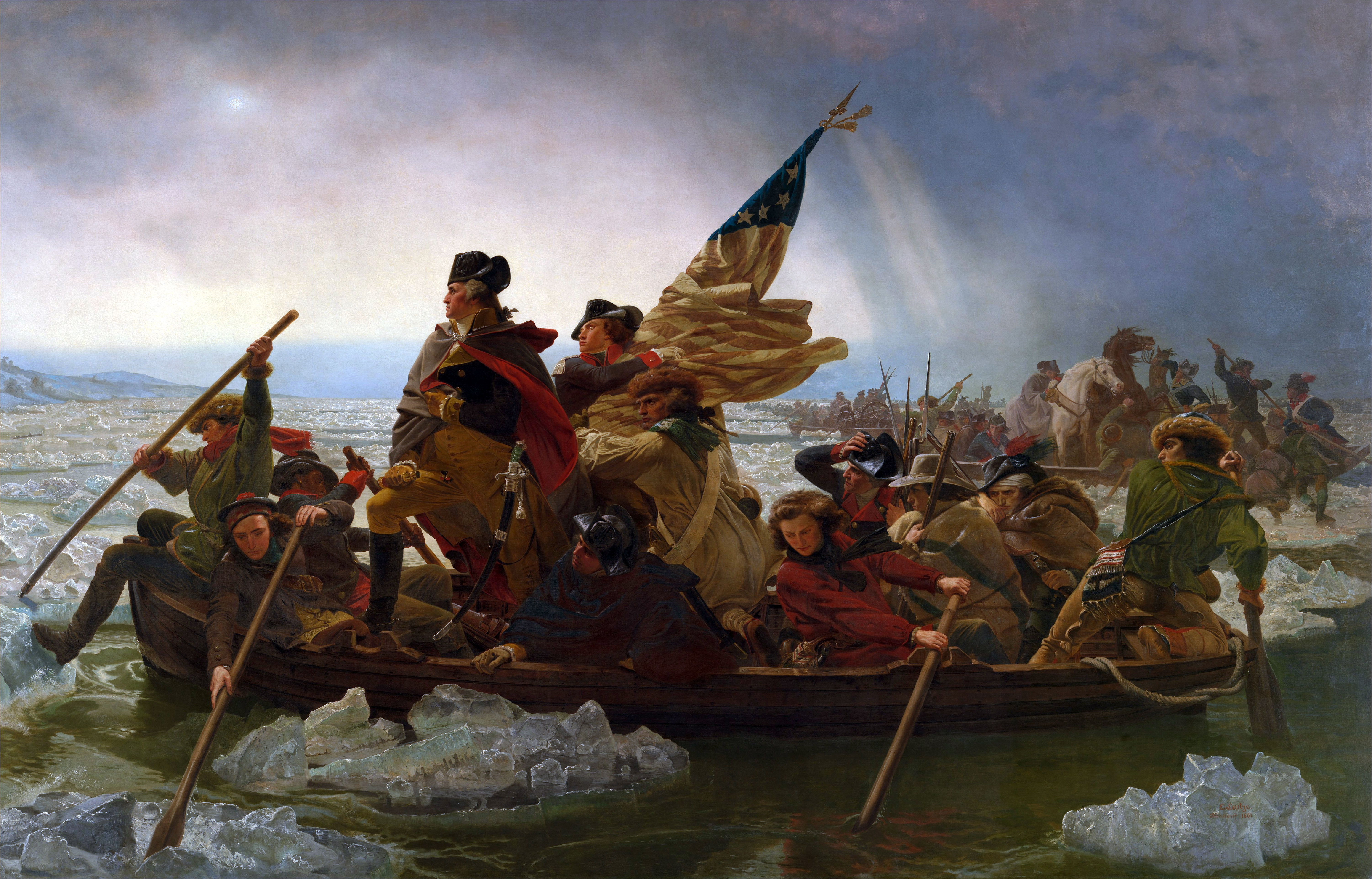
Washington Cruzando o Delawere por Emanuel Leutze

Washington e grande parte do seu exército, diminuído devido ao fim dos períodos de alistamento, deserções e má moral, atravessaram o Rio Hudson em Nova Jérsei, e recuaram para a Pensilvânia atravessando o Rio Delaware. Howe ordenou que suas tropas entrassem em quartéis de inverno em Dezembro, estabelecendo uma cadeia de postos avançados de Nova Iorque a Burlington, Nova Jérsei. Washington, num tremendo impulso para a moral americana, lançou um ataque bem sucedido contra a guarnição de Trenton depois de atravessar o rio gelado de Delaware, levando Howe a retirar a sua cadeia de postos avançados de volta a New Brunswick e para a costa perto de Nova Iorque, enquanto Washington estabeleceu o seu acampamento de inverno em Morristown. Durante os meses restantes de inverno, ocorreram frequentes escaramuças entre ambos os lados enquanto os britânicos buscavam forragem e provisões.
A Grã-Bretanha manteve o controle da cidade de Nova Iorque e do território circundante até ao fim da guerra guerra em 1783, usando-a como base para operações em outros lugares da América do Norte. Em 1777, o general Howe lançou uma campanha para capturar Filadélfia, deixando o General Sir Henry Clinton no comando da área de Nova Iorque, enquanto o General John Burgoyne liderou uma tentativa de ganhar o controle do vale do rio Hudson a partir do Quebec, que falhou em Saratoga. O Norte de Nova Jérsei foi o cenário de escaramuças entre as forças opostas durante o resto da guerra.